# Stadtgarten Aachen

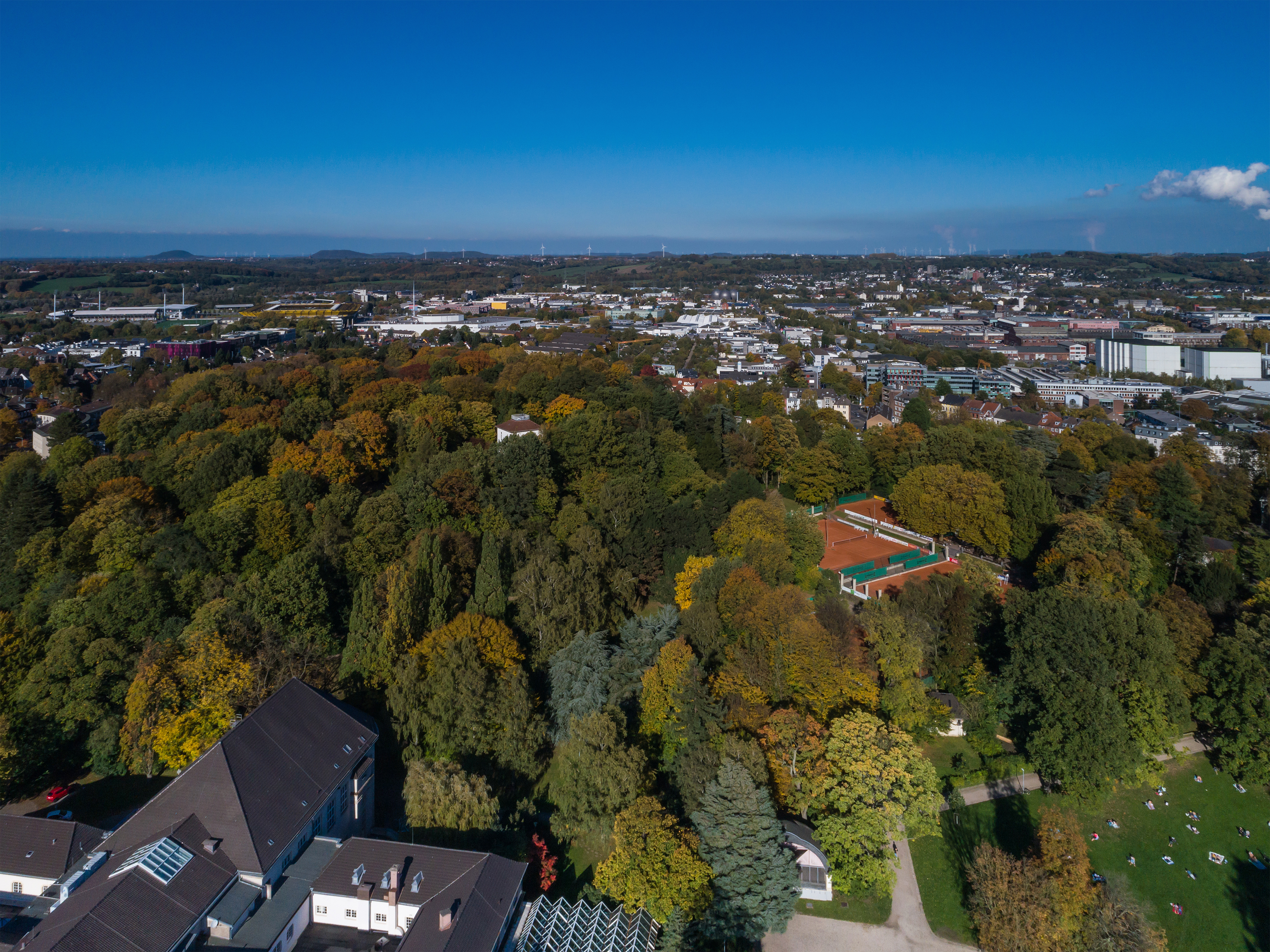
Luftaufnahme des Parks im Herbst

Der Stadtgarten Aachen, auch als Stadtpark Aachen bezeichnet, mit dem zentralen und 193 m ü. NHN hohen Wingertsberg ist eine landschaftsarchitektonisch gestaltete urbane Parkanlage in Aachen. Er setzt sich zusammen aus dem 1852 angelegten Krankenhausgarten, der ab 1916 zum Kurpark umgestaltet wurde, sowie dem sich nördlich anschließenden und seit 1925 dazuerworbenen Farwickpark und dem nach 1945 eingegliederten ehemaligen evangelischen Friedhof Güldenplan. Der Stadtgarten hat eine Gesamtfläche von etwa 2,3 ha und liegt im Areal zwischen Monheimsallee, Jülicher Straße, Robensstraße, Passstraße und Rolandstraße.
Der gesamte Aachener Stadtgarten steht wegen seiner kultur- und gartengeschichtlichen Bedeutung seit 1995 als Gartendenkmal unter Denkmalschutz.

## Kurpark und Stadtpark

Spitalgarten 1908

Nachdem Anfang der 1850er-Jahre das von Stadtbaumeister Friedrich Joseph Ark entworfene Maria-Hilf-Hospital in Aachen mit 260 Betten als konfessionelles Allgemeines Krankenhaus an der Monheimsallee in der Nachfolge des Elisabeth- und des Marianischen Hospitals im Stadtzentrum errichtet worden war, wurde 1852 der dazugehörende großräumige Klinikgarten von dem Landschaftsarchitekten Peter Joseph Lenné entworfen und durch den Stadtgärtner Carl Jancke angelegt. Um die laufenden Kosten für die Instandhaltung des Parks zu decken, wurde dieser ab 1870 gegen Entgelt für den Publikumsverkehr freigegeben und wurde damit zu einem städtischen Garten. Im Jahr 1885 erfolgte eine erste Erweiterung der Anlage um 0,5 ha für den Bau eines botanischen Gartens und um 0,2 ha für einen dendrologischen Garten. Zudem richtete die Stadtgärtnerei auf dem Areal ein Palmenhaus, zwölf Gewächshäuser und eine Orangerie ein. 1896 entwarf der Aachener Bildhauer Karl Krauß zum Gedenken an Peter Joseph Lenné das Lenné-Denkmal, das gegenüber dem Krankenhauseingang an der ebenfalls neu gestalteten Monheimsallee aufgestellt wurde. Schließlich erhielt im Jahr 1900 auf dem Wingertsberg das neue Meteorologische Observatorium Aachen einen geeigneten Standort.
Im Zuge der Planung und Umsetzung eines neuen Aachener Kurbezirkes zu Beginn des 20. Jahrhunderts wurde ab 1904 das Maria-Hilf-Hospital stufenweise in die neu erbauten städtischen Anlagen an der Goethestraße verlegt und anschließend das alte Gebäude abgerissen. Danach erfolgte zwischen 1914 und 1916 an Platz des ehemaligen Hospitals der Bau des Kurhotels Quellenhof, des Kurmittelhauses, einer Wandelhalle und des Neuen Kurhauses. Zugleich wurde der bis dahin bestehende öffentliche Spitalpark von Gartendirektor Weßberge zu einem 1,5 ha großen Kurpark und Stadtpark umgestaltet, dessen nördliche Grenze in etwa einer gedachten Linie von der Pippinstraße zur Thomashofstraße verlief. Die Benutzung der Kuranlagen war kostenpflichtig. Eintrittsgelder oder Kurtaxen wurden an kleinen Kassenhäuschen an verschiedenen Eingängen des Parks erhoben. Der Kurpark war durch einen Zaun vom Stadtpark getrennt.
Im Rahmen dieser Neugestaltung wurde im Kurpark unter anderem eine Musikmuschel für Kurkonzerte installiert und die wertvolle, aus Blaustein gefertigte Guaita’sche Gartentreppe hinter das neue Kurhaus transloziert, die den Mittelpunkt eines von Weßberge konzipierten Sondergartens bildete. Diese befand sich zuvor in der Villa der Familie Guaita in der Aachener Rosstraße 46–48 und wird dem Baumeister Jakob Couven für das Jahr 1780 zugeschrieben. Diese Gartentreppe ist im Denkmälerverzeichnis als Einzeldenkmal aufgelistet.
Mit diesem neuen Gesamtkomplex verlagerte sich der Badebetrieb vom Elisenbrunnen und dem Burtscheider Kurpark an die 1870 erbaute Monheimsallee, deren Begrünungsplan ebenfalls von Peter Joseph Lenné entworfen, aber erst 20 Jahre später ausgeführt wurde.

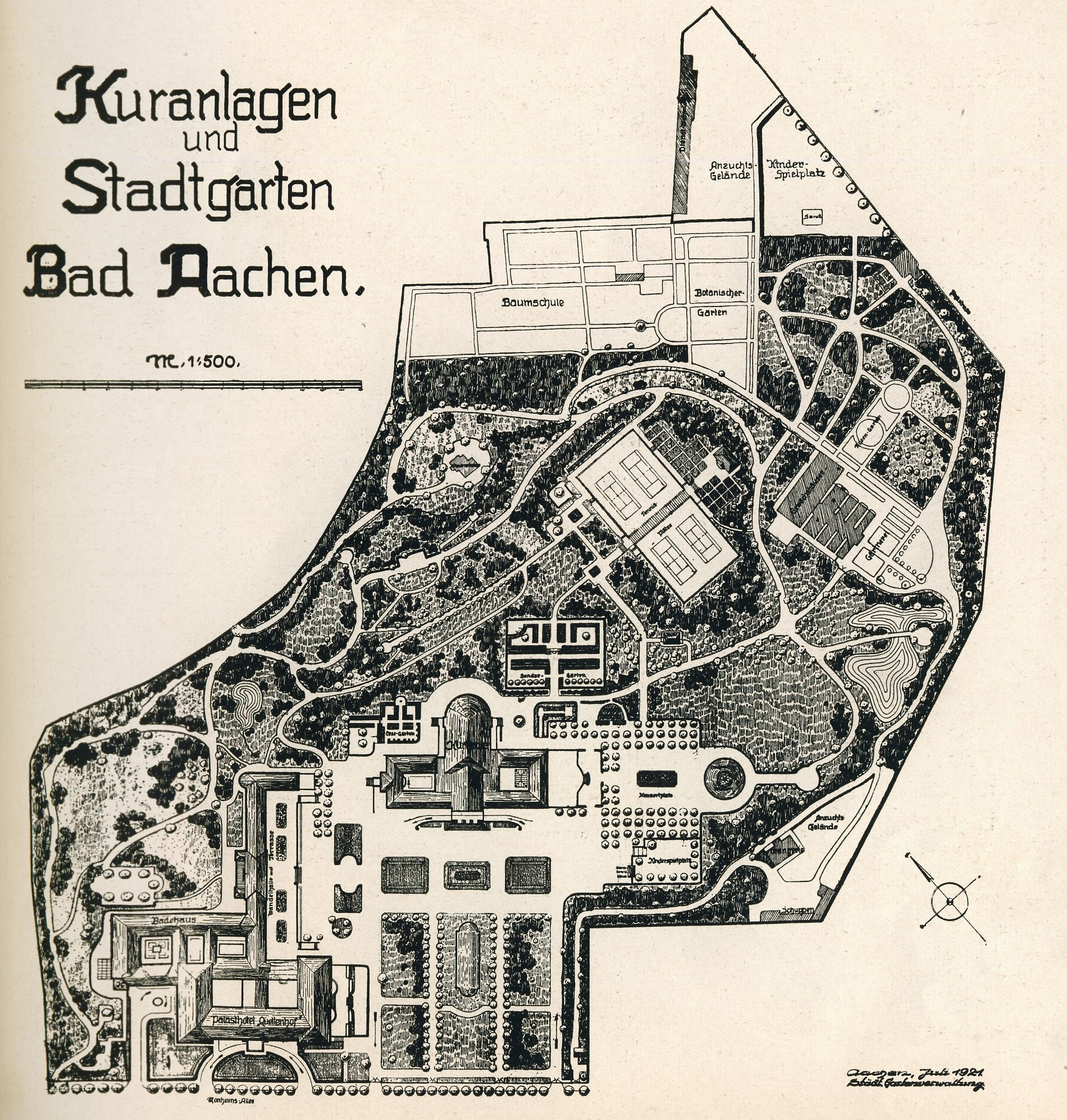
Kurgarten 1925

In den folgenden Jahren wurde der Stadtpark entsprechend den gesteigerten Bedürfnissen grundlegend umgestaltet. Für 100.000 Reichsmark erhielt er unter anderem eine Ringpromenade, eine Rollschuhbahn und eine Tennisanlage, die ab 1932 dem Tennis-Club Kurhaus Bad Aachen 1932/1890 e. V. durch Erbbaurecht übertragen wurde. Zudem erwarb die Stadt 1925 als Ersatz für die durch den Bau des Quellenhofes verloren gegangenen Flächen ein nördlich angrenzendes Areal hinzu, das später als „Farwickpark“ benannt, Teil des Stadtgartens wurde. Ferner wurde eine Tummelwiese, eine Rasenfläche, die betreten werden durfte, angelegt. Im gleichen Zeitraum wurde im Ostbereich des Parks der neue Rosengarten mit einem Mauerbrunnen an seiner Westseite und dem Kongressdenkmal aus dem Jahr 1844 an seiner Ostseite eingerichtet. Dieses Denkmal stand bis 1914 am Adalbertsteinweg und wurde seitdem auf einem Bauhof zwischengelagert und ist mittlerweile in die Denkmalschutzliste aufgenommen worden. 
Im Zweiten Weltkrieg war der Aachener Stadtgarten ein bedeutender strategischer Kriegsschauplatz. Oberst Gerhard Wilck hatte im Neuen Kurhaus seinen zentralen Gefechtsstand eingerichtet und führte im Rahmen der Schlacht um Aachen von dem Wingertsberg aus seine Gegenangriffe durch. Nach mehreren Tagen Stellungskrieg musste Wilck am 18. Oktober seine Stellungen zwischen der Jülicher und Krefelder Straße, dem Kurgarten und dem Quellenhof räumen und drei Tage später kapitulieren.
Nach den Kriegsereignissen wurde der Stadtgarten Aachen schrittweise wieder in seinen ursprünglichen Zustand versetzt und weitestgehend alle Schäden behoben. Lediglich anstelle der zerstörten Wandelhalle zwischen Kurhaus und Quellenhof wurde von 1975 bis 1977 der Eurogress Aachen erbaut und an der Ostseite des Kurhauses der Lenné-Pavillon sowie eine großzügige Tiefgarage errichtet. Der Park selber erhielt mehrere moderne Kinderspielplätze sowie eine Minigolfanlage, die in den Sommermonaten von der „WABe e. V. Diakonisches Netzwerk Aachen“ betrieben wird. Ferner wurden Ende des 20. Jahrhunderts auf dem Vorplatz des Kurhauses noch zwei Wasserbassins mit je neun kleinen Springbrunnen installiert.
Schließlich übernahm im Jahr 2001 der 1986 gegründete Neue Aachener Kunstverein (NAK) im Bereich der ehemaligen Gewächshäuser ein altes Mitarbeiterhaus für seine laufenden Kurse und Ausstellungen. Im gleichen Jahr wurden am Ostrand des Stadtgartens die Carolus Thermen eröffnet, die thematisch zu den Kuranlagen und dem Kurpark passen, sowie wenige Jahre später der Alterssitz „Seniorenpark Carpe Diem“. Darüber hinaus bildet seit 2007 der Aachener Stadtgarten eine würdige und stimmungsvolle Kulisse für die von Marcus Bosch initiierte und seitdem jährlich stattfindende Open-Air-Musikveranstaltung „Kurpark classics“. Versuche in neuerer Zeit, auf der Grünfläche über der Tiefgarage seitlich vor dem Kurhaus und am Rande des Kurparks ein Gebäude für ein Museum oder ein „Haus der Musik“ zu erbauen, scheiterten bisher an den Auflagen der Behörden und den Finanzierungen.
Zu den markantesten Einzelbäumen des Aachener Stadtgartens, die die Zeiten überdauert haben und die teilweise als Naturdenkmal verzeichnet sind, gehören drei Esskastanien (1800) westlich des Tennisplatzes, ein Feldahorn (1853), ein Ginkgo (1880) und der Riesenmammutbaum (1880) im ehemaligen Botanischen Garten, der Spitzahorn (1915) auf dem Wingertsberg, die Hängebirke (1927) im Farwickpark, der Küstenmammutbaum (1950) und eine Tulpen-Magnolie (1955). Die doppelseitige Lindenallee vor dem Neuen Kurhaus wird flankiert durch Sommerlinden und Holländischen Linden mit einem dazwischen liegendem Wasserbecken und mittiger Fontäne. Das Alleen-Entrée bilden zwei Hänge-Silberlinden aus dem Jahr 1853.
Zahlreiche kleinere und größere Wasserbecken und Fischteiche, die zum Teil mit Fontänen ausgestattet sind und bis auf die große Kurparkfontäne meist in ruhigen beschaulichen Parkabschnitten liegen, nehmen Bezug zur Stadt des Wassers und zum Aachener Kurwesen und dienen als Orte der Entspannung.

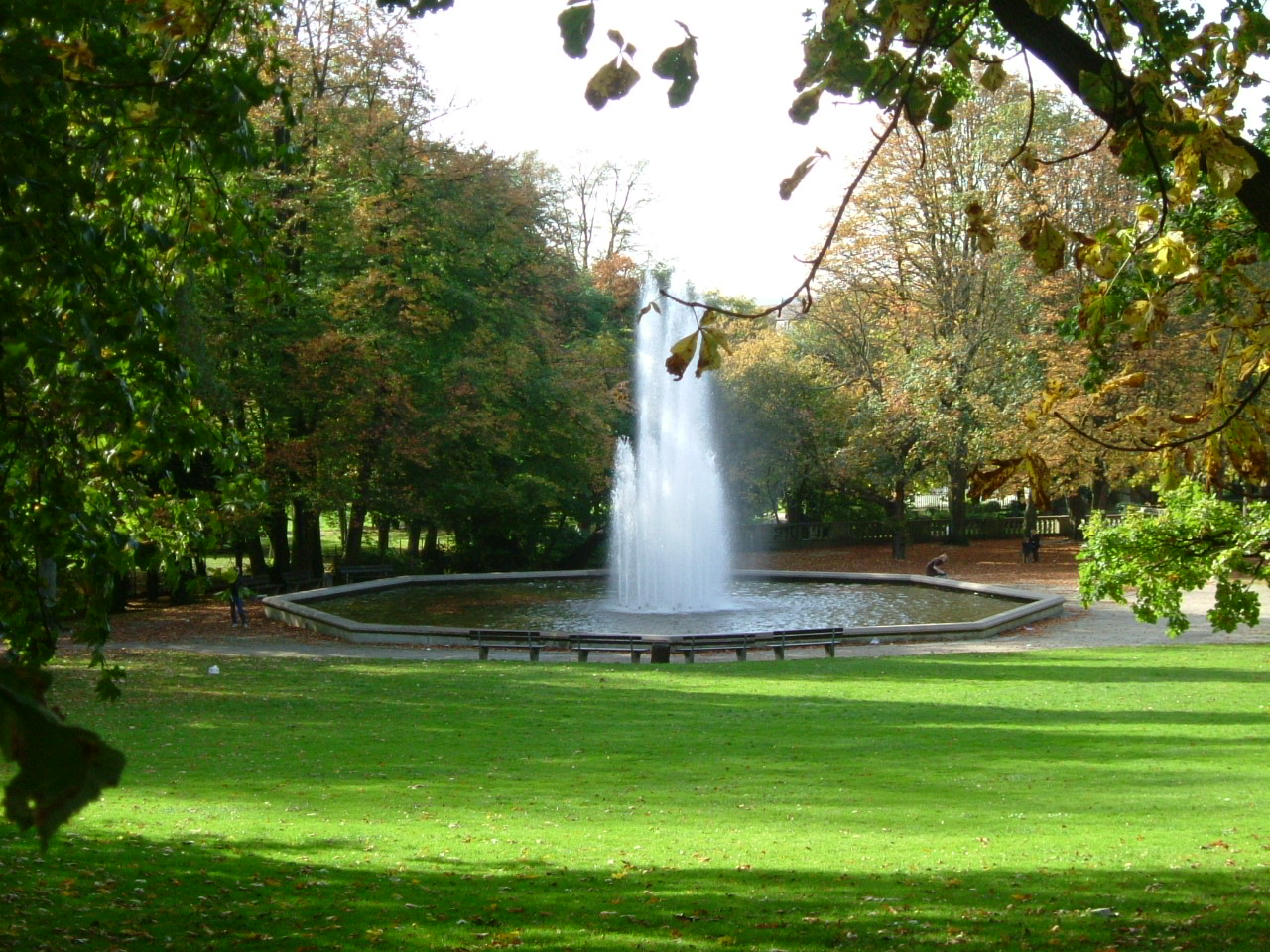
Große Kurparkfontäne
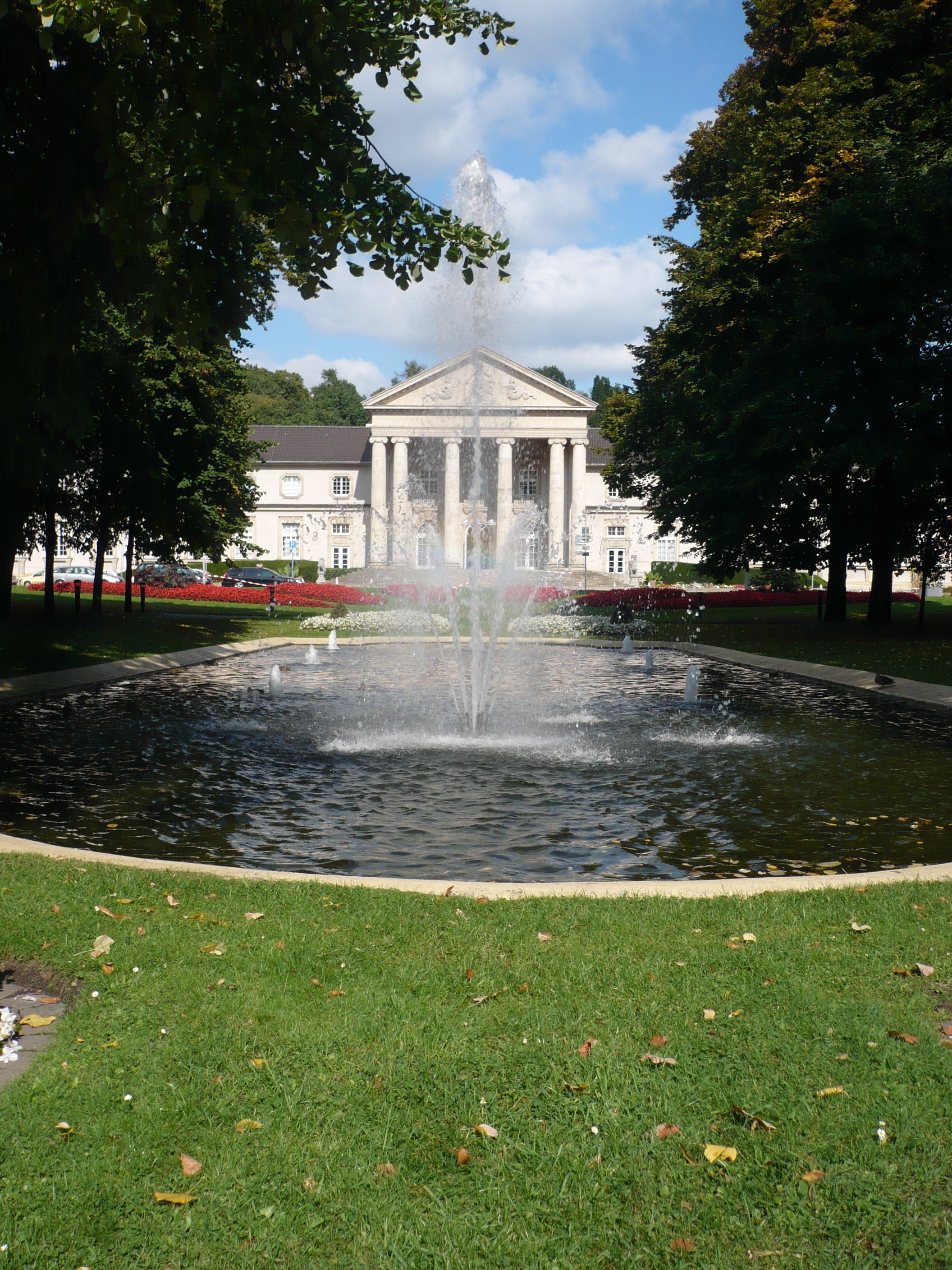
Lindenallee vor dem Neuen Kurhaus
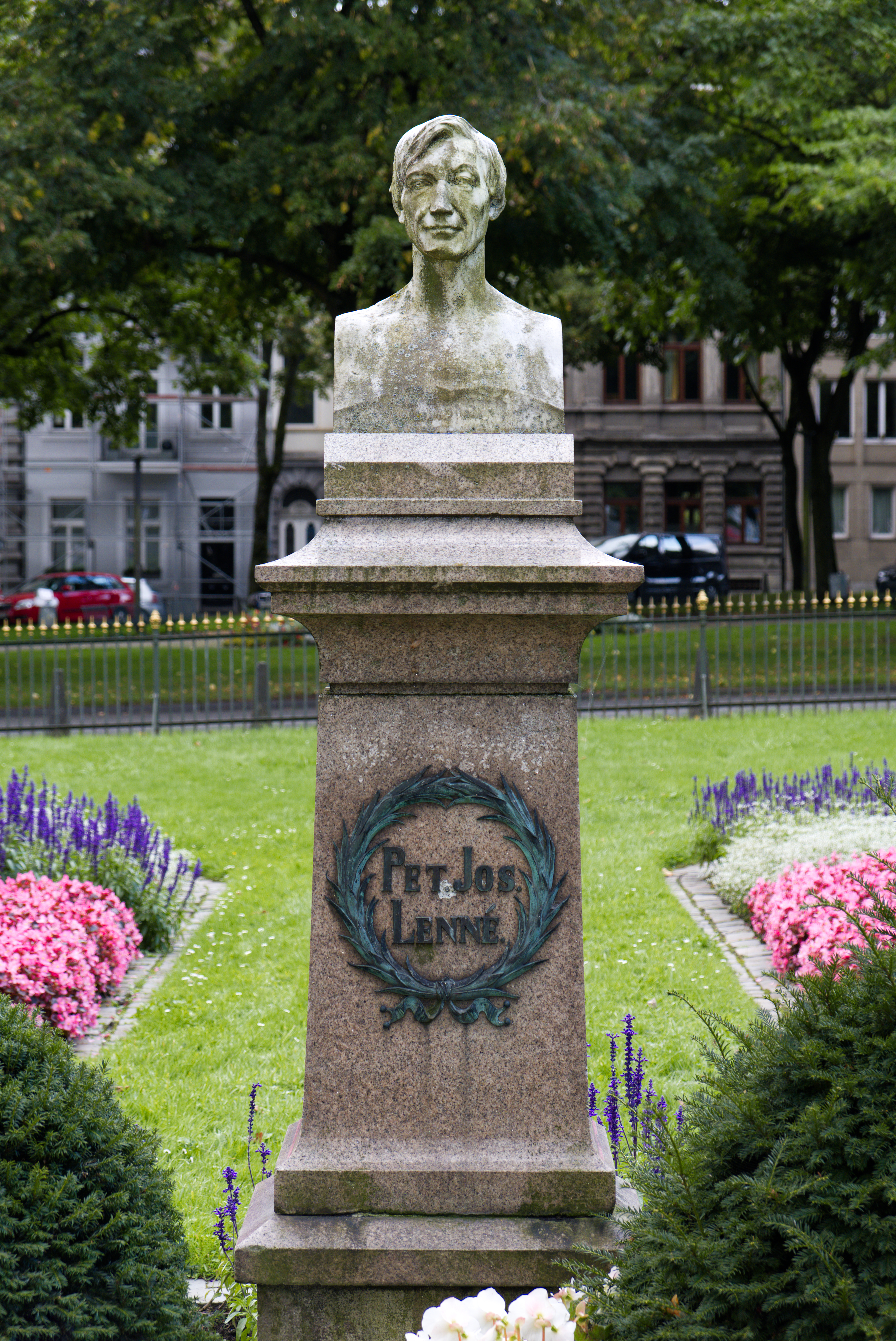
Denkmal in Erinnerung an Peter Joseph Lenné
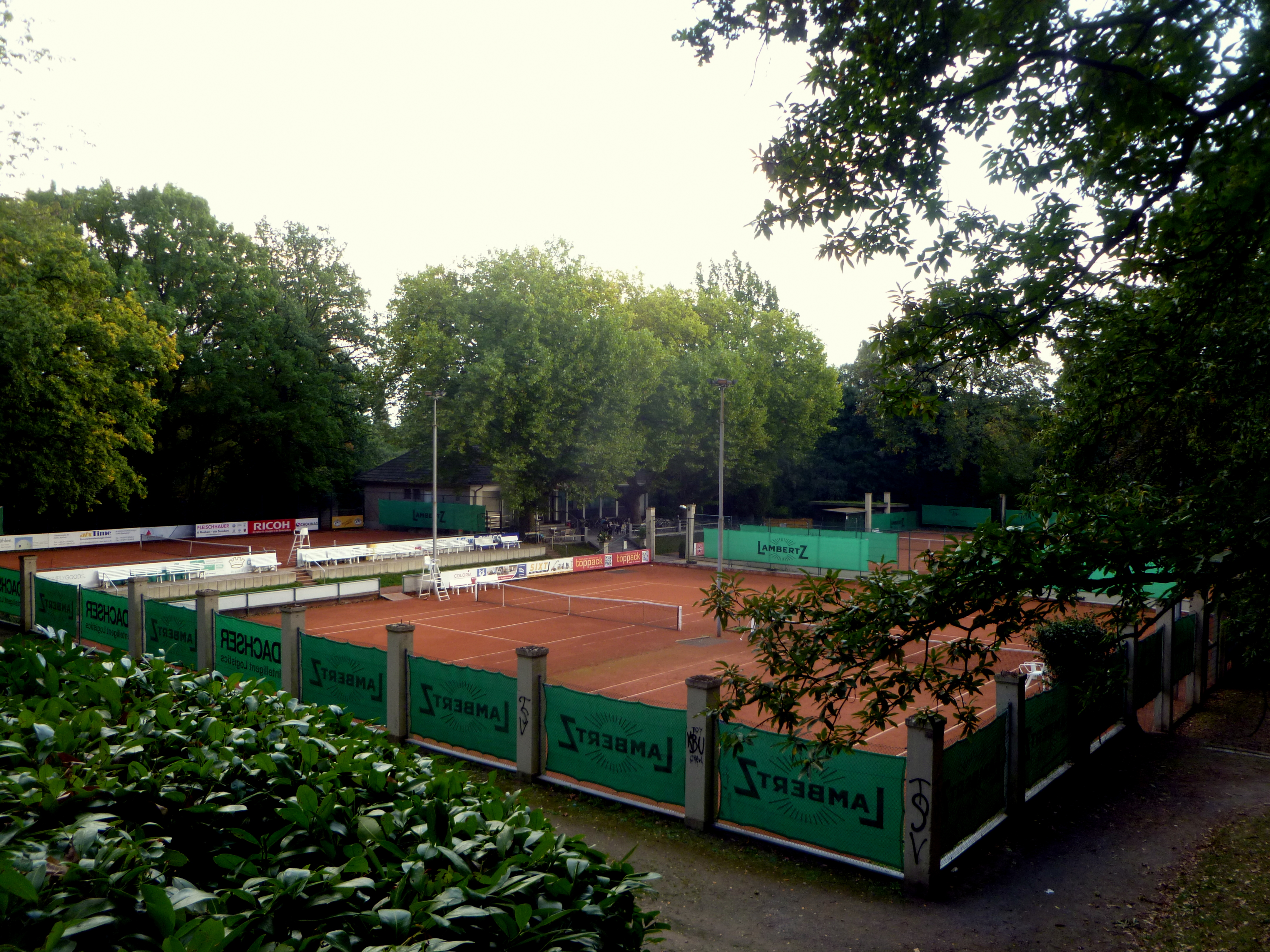
Tennisanlage des TK Kurhaus
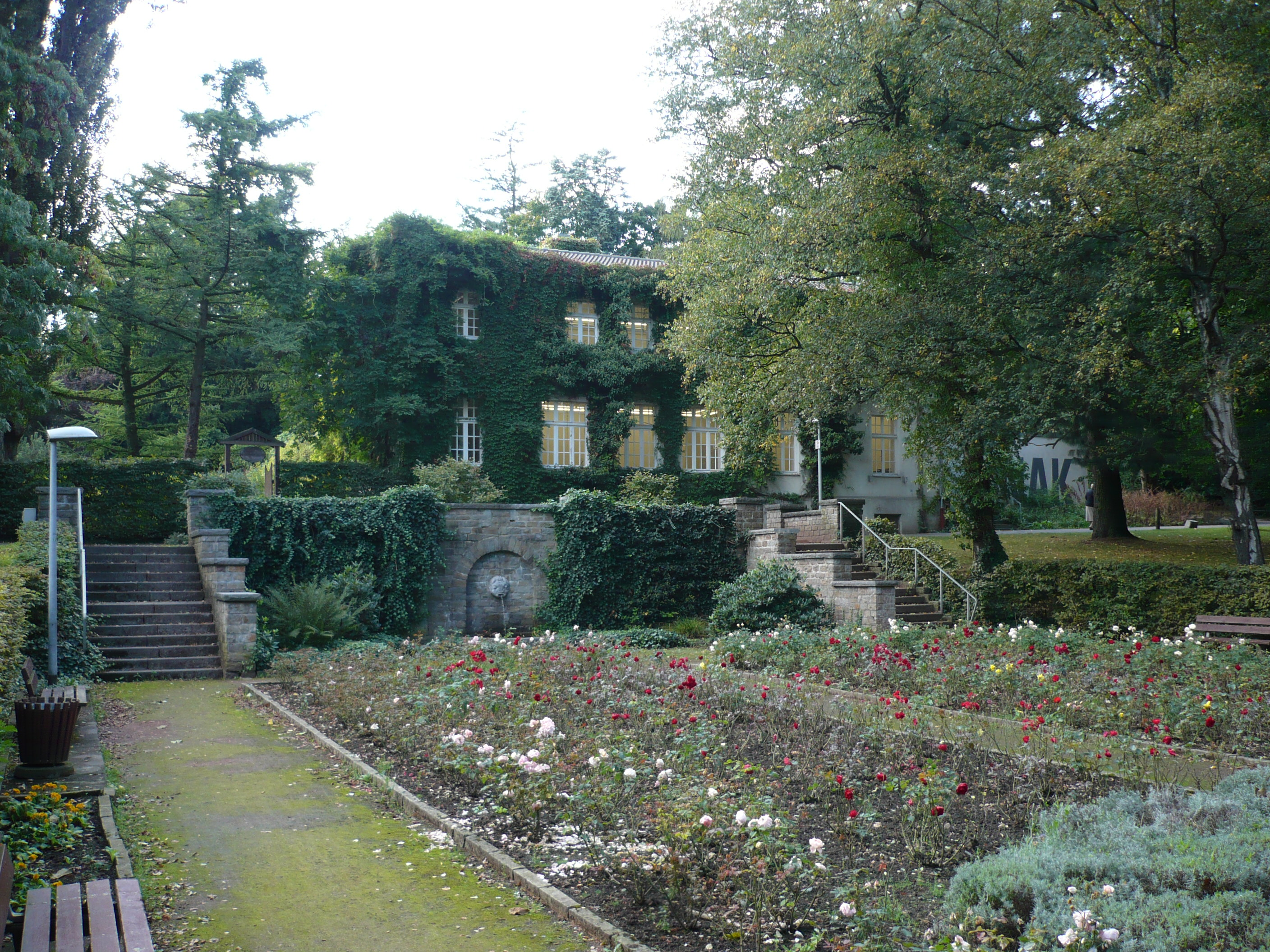
Neuer Aachener Kunstverein mit Rosengarten und Wandbrunnen
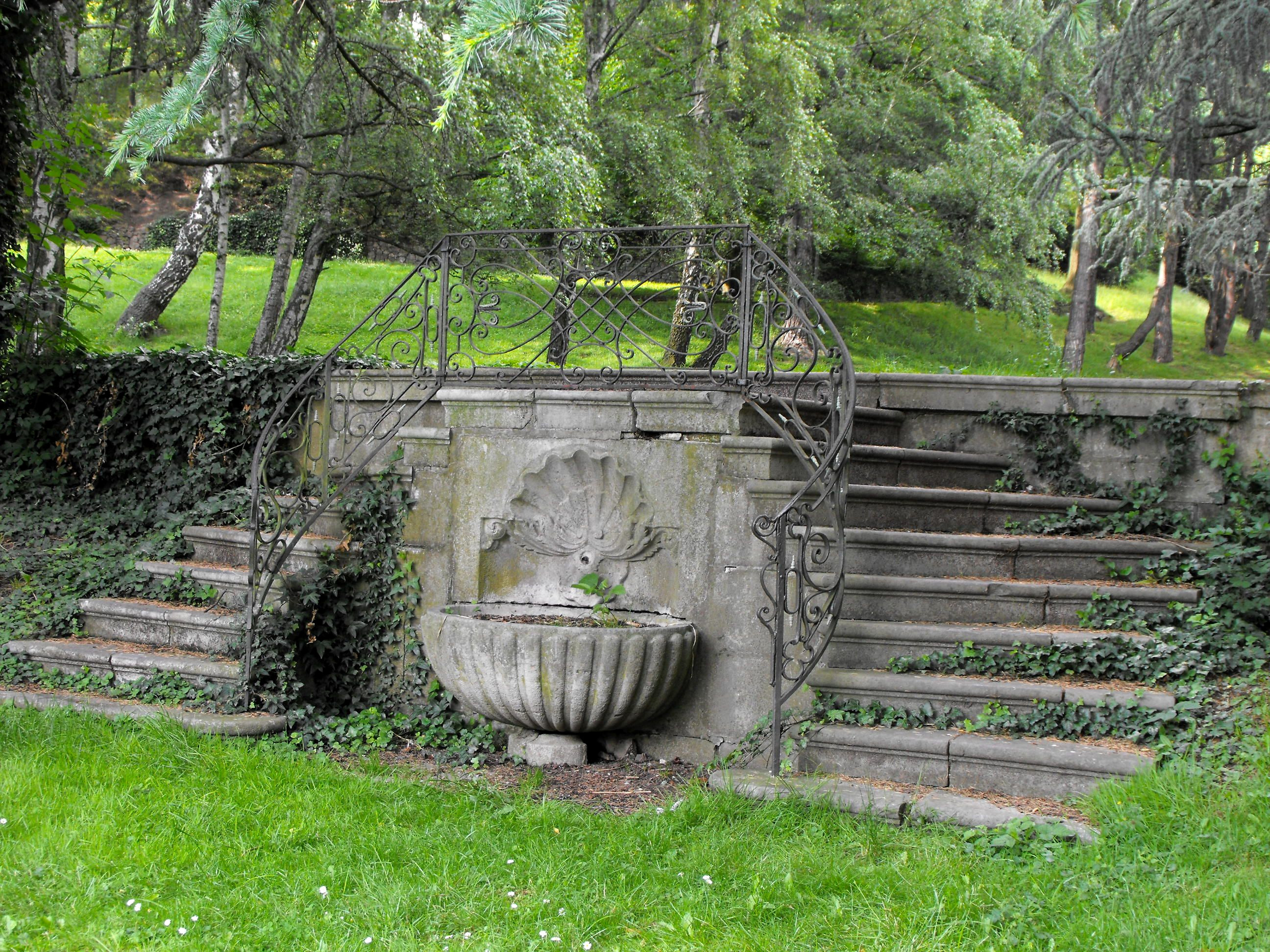
Guaita’sche Gartentreppe
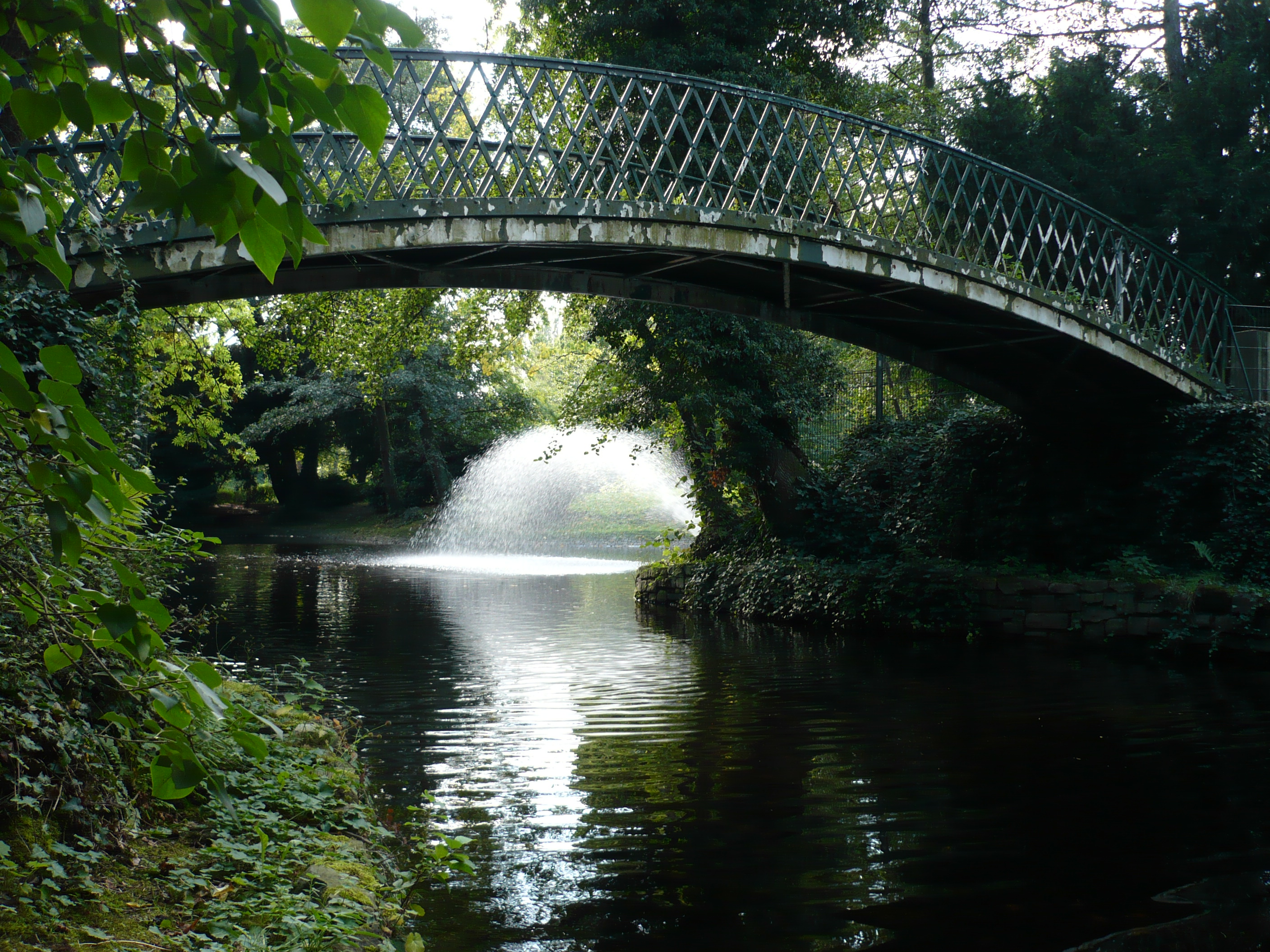
Teich mit Fontäne und Brücke
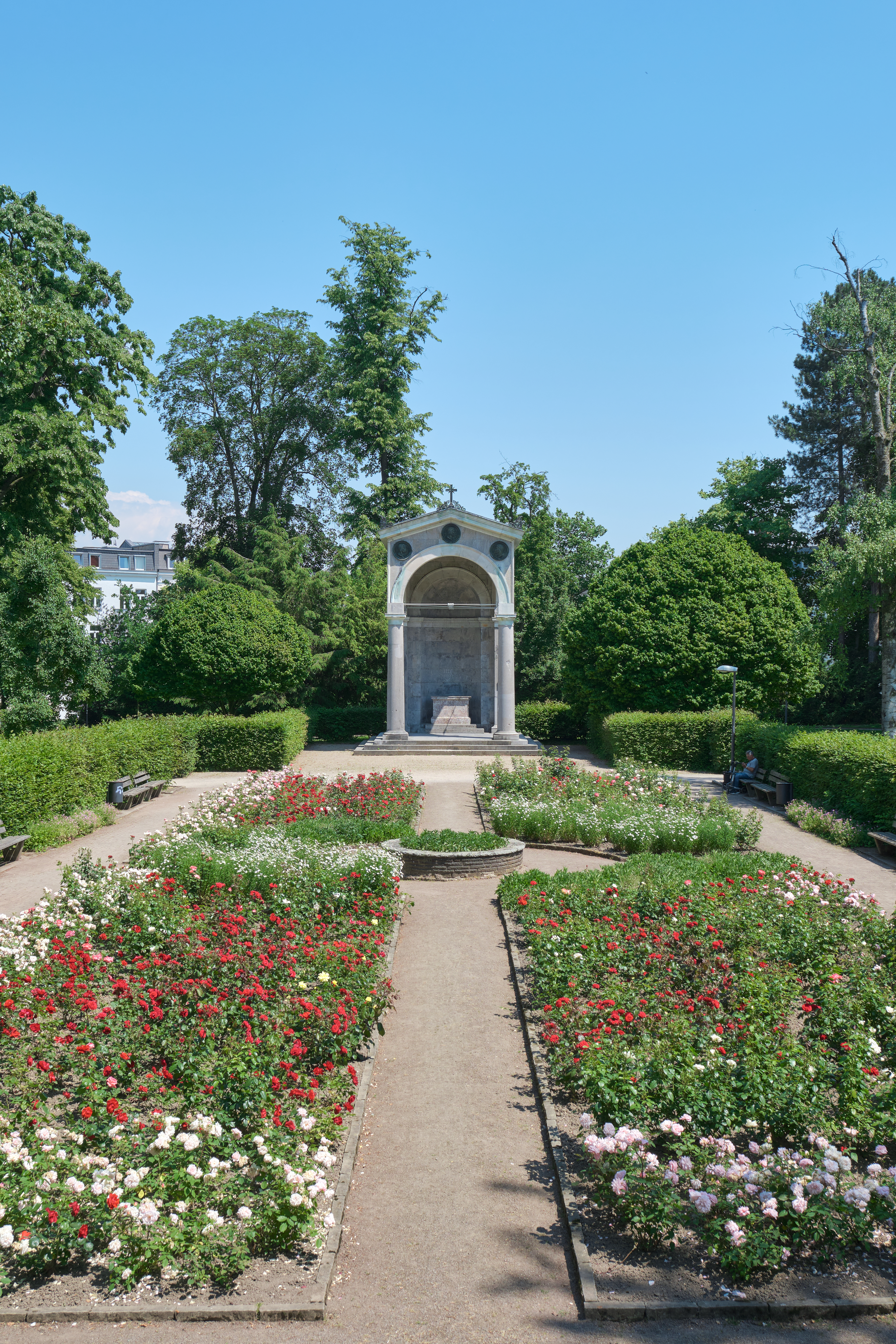
Kongress-denkmal mit Rosengarten

## Wingertsberg

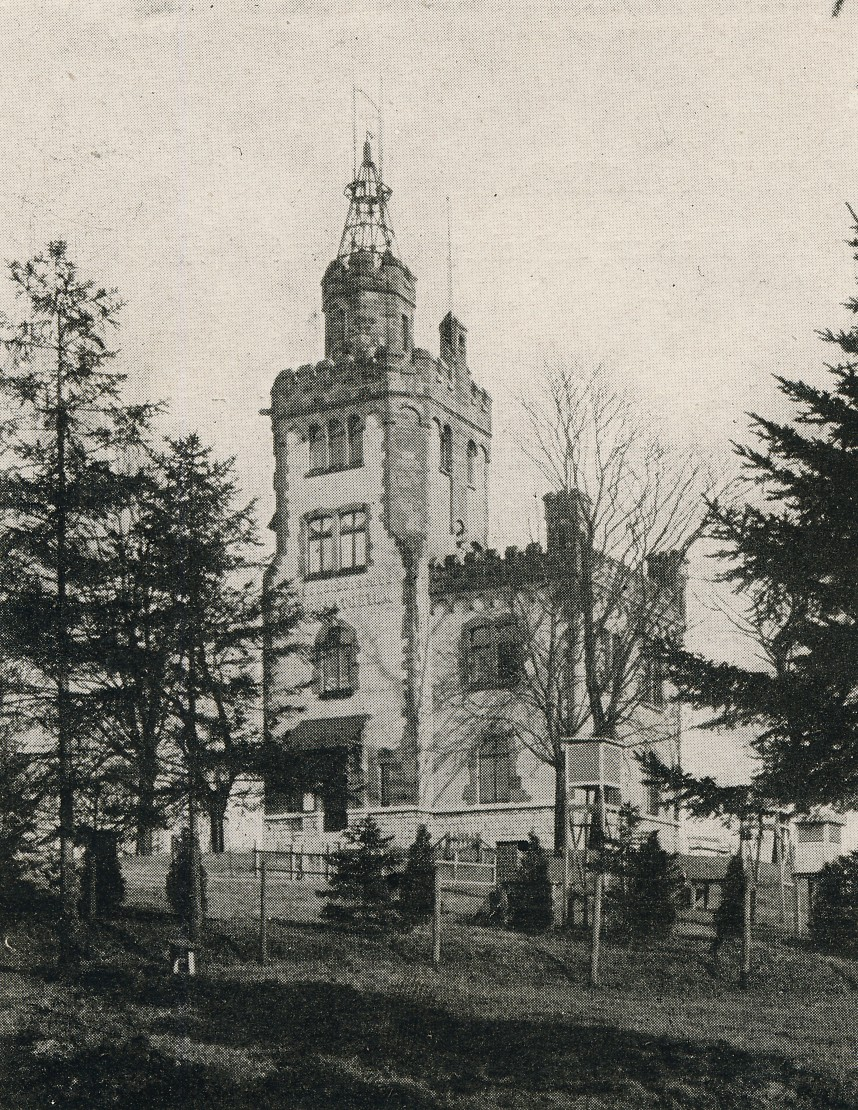
Wetterwarte 1925
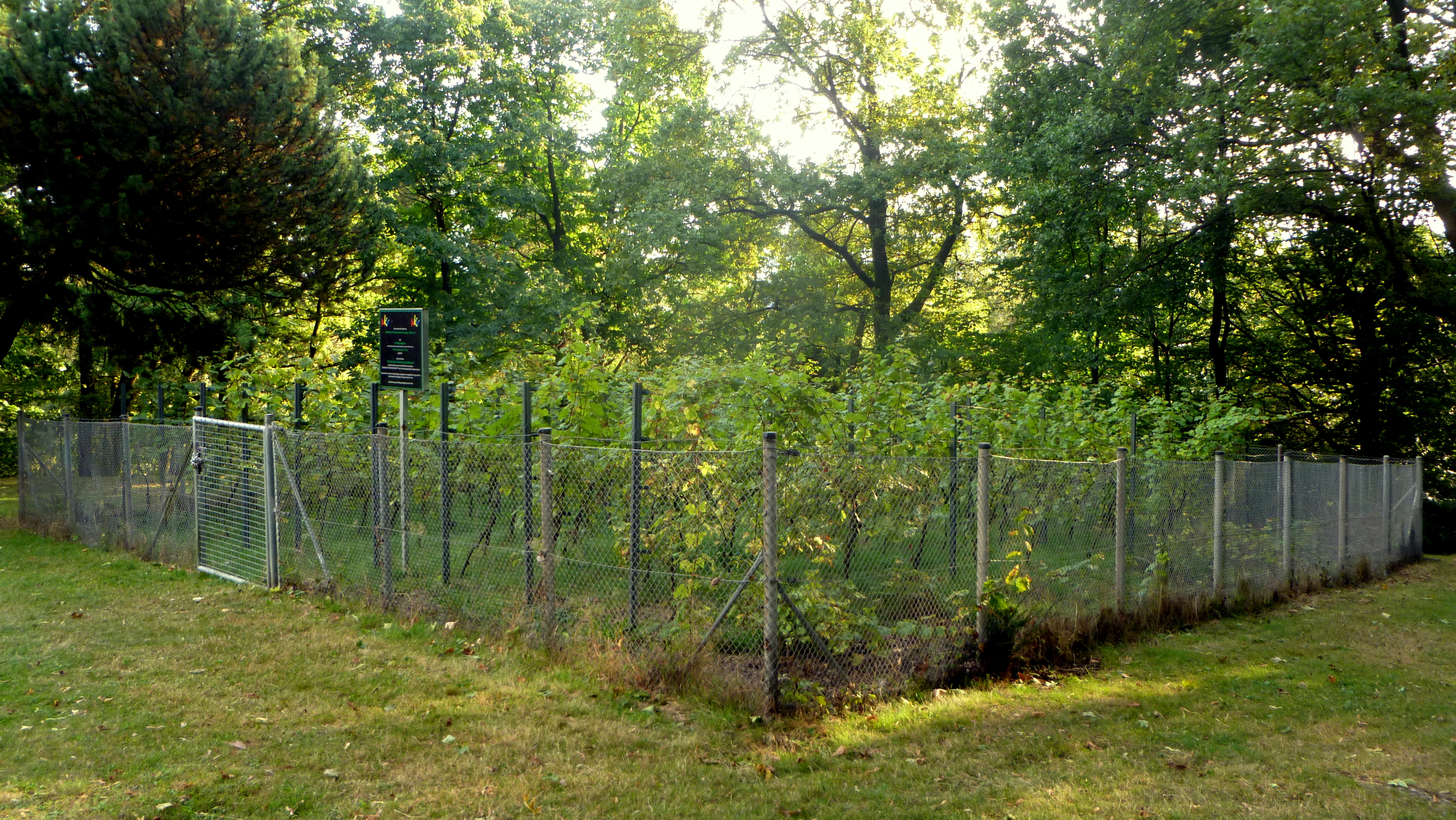
Weinstöcke auf dem Wingertsberg

Der Wingertsberg ist mit seinen 193 Metern Höhe nach dem Lousberg mit 264 und dem Salvatorberg mit 229 Metern der niedrigste der drei „Hausberge“ Aachens. Geologisch gesehen ist er ein Zeugenberg und einer der südlichsten Ausläufer der Aachen-Limburger Kreidetafel. Als höchste Erhebung des Stadtgartens und etwa 30 Meter über dem durchschnittlichen Stadtniveau bot er in früheren Jahren, als er noch nicht so dicht bewachsen war, einen weitreichenden Blick über die Stadt und das Aachener Vorland. Dieser Blick ist mittlerweile nur noch durch einzelne Sichtachsen zwischen den Baumreihen möglich.
Durch seine exponierte Lage war der Wingertsberg prädestiniert für die Errichtung der Aachener Wetterwarte. Diese wurde am 22. September 1900 eingeweiht und erhielt in den Jahren 1928/1929 einen notwendigen Erweiterungsbau. Erster und langjähriger Direktor war der Meteorologe und Seismologe Peter Polis.
Bei der Schlacht um Aachen im Oktober 1944 wurde das Observatorium völlig zerstört und konnte in den Jahren 1949/1950 mit Hilfe der Stadt Aachen wieder aufgebaut werden. Unter dem neuen Direktor Hans Israel-Köhler (1902–1970) wurde es 1953 mit der von ihm gegründeten „Luftelektrischen Forschungsstelle Buchau a. F.“ zusammengelegt. Wegen Umstrukturierungen im DWD wurde das Observatorium 1977 nach Hamburg verlegt und das Aachener Gebäude diente seitdem ausschließlich als Wetterwarte und Radioaktivitätsmessstelle. Da die Bedingungen auf dem Wingertsberg vor allem wegen des hohen Baumbewuchses zunehmend nicht mehr den modernen Standards entsprachen, wurde die Wetterwarte im Jahr 2011 auf die Felder bei Orsbach umquartiert.
Seit 1979 befindet sich auf dem Wingertsberg vor dem Observatorium eine kleine quadratische eingezäunte Anbaufläche mit einer Seitenlänge von etwa 10 Metern für 99 Weinstöcke, die dem Aachener Karnevalsverein von der Trierer Karnevalsgesellschaft Heuschreck gestiftet worden waren. Durch den Ordensritter Wider den tierischen Ernst aus dem Jahr 1974, und früheren Bundespräsidenten Walter Scheel wurde der daraus resultierende Wein als „Öcher Heuschreck Durchbruch“ getauft. In guten Jahren können bis zu 27 Kilogramm Weintrauben geerntet werden, die etwa 50–70 Flaschen à 0,375 Liter Weißwein ergeben.

## Farwickpark

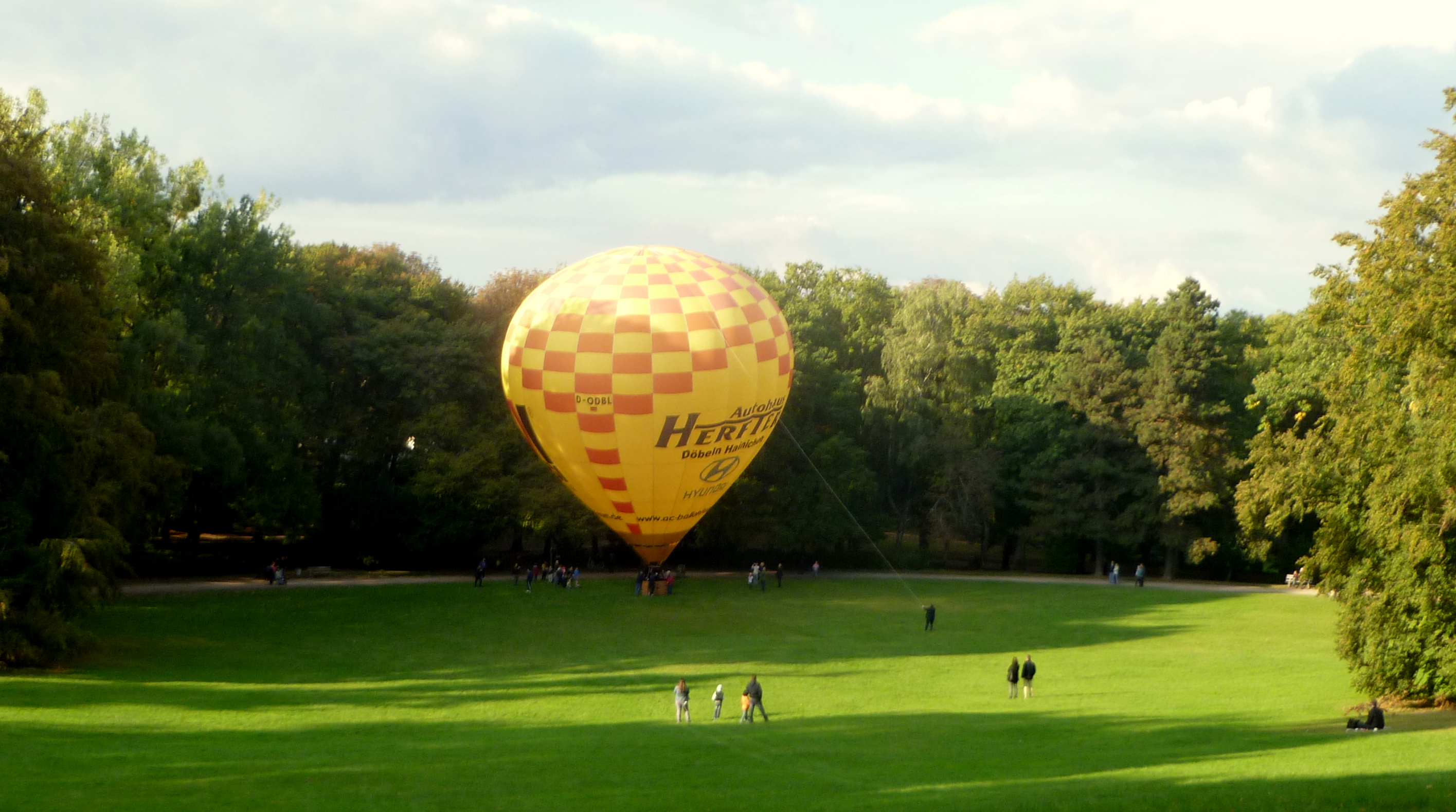
Heißluftballon im Farwickpark

Die 1925 erworbenen Ausgleichsflächen erweiterten den Stadtgarten an seiner Nordseite bis zum Dreieck Rolandstraße–Passstraße. Sie wurden durch den Oberbaurat Otto Ophey und den Gartenbaudirektor Friedrich Last mit Mitteln und Unterstützung der „Produktiven Erwerbslosenfürsorge“ ebenfalls als Landschaftspark angelegt. Später erhielt dieser Teil seinen Namen nach dem von 1916 bis 1928 amtierenden Aachener Oberbürgermeister Wilhelm Farwick.
Der Farwickpark zeichnet sich durch seine vom Wingertsberg nördlich abfallende Hanglage aus, der zudem durch eine großflächige offene Wiesengestaltung und sein weiträumiges Wegenetz optisch größer wirkt. Alte und mächtige Bäume säumen die Wege oder bilden kleine Bauminseln. Die Wiesen dienen als Ruhezonen und Spielflächen und werden in neuerer Zeit gerne von den Liebhabern der Heißluftballonfahrten als Startplatz genutzt. Im nördlichsten Eckzipfel befinden sich zudem ein rechteckiger Teich mit einer kleinen Wasserfontäne sowie ein moderner nach der Montessoripädagogik praktizierender Kindergarten. Ferner sind im Park noch ein Bolzplatz und ein Rollschuhfeld integriert.

## Friedhof Güldenplan

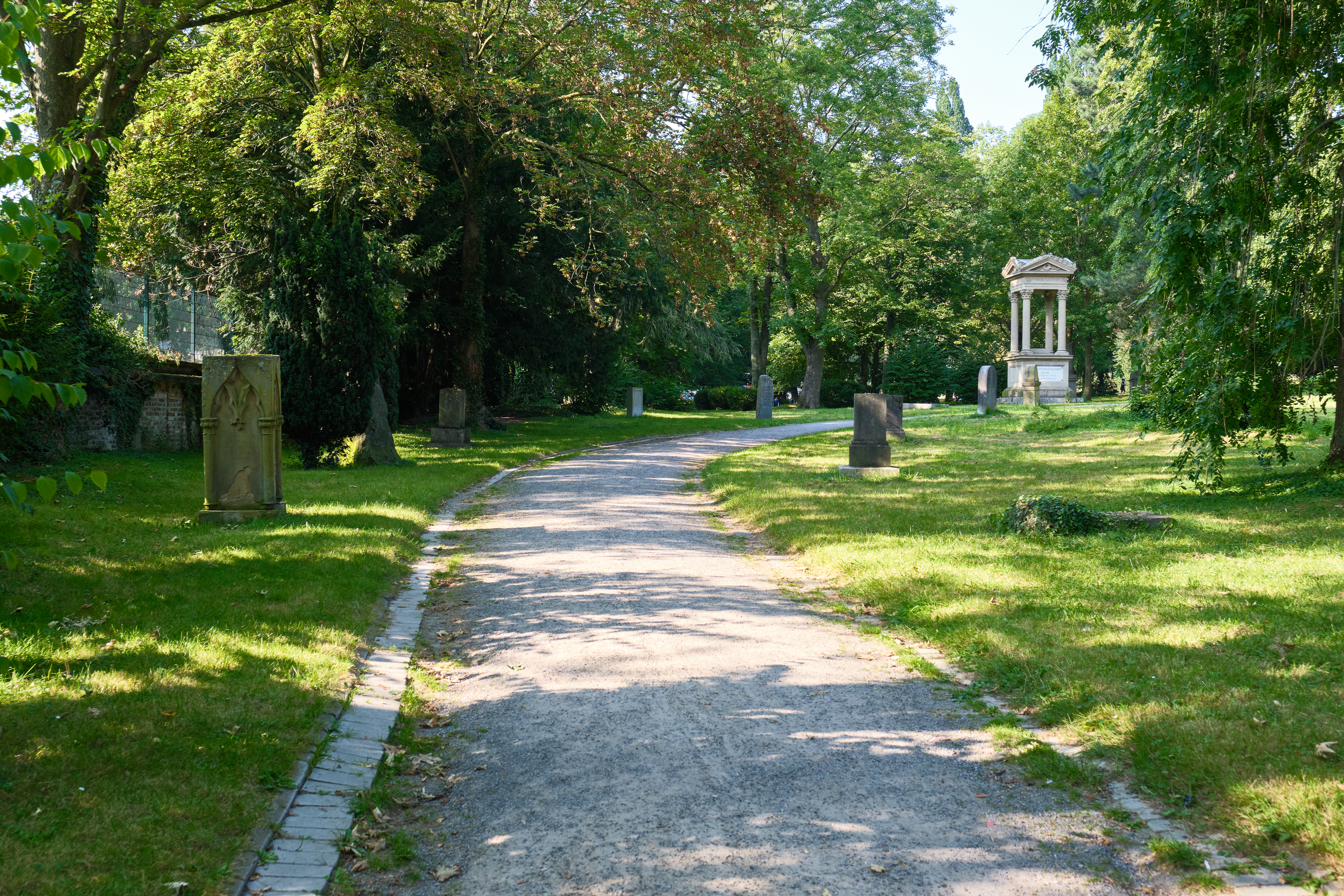
Teilansicht Friedhof Güldenplan

Bereits um 1605 wurde an der heutigen Monheimsallee ein kleiner Friedhof für Protestanten angelegt, welcher somit der älteste evangelische Friedhof Aachens war. Die offizielle Flurbezeichnung lautete Am Güldenplan, in der älteren Generation ist er aber auch bekannt als Möschebendchen, im Aachener Dialekt ein Synonym für Friedhöfe.
Ab dem Jahr 1889 wurde der Friedhof nicht mehr belegt und die evangelischen Bürger wurden fortan auf dem neu errichteten Westfriedhof I beigesetzt. Aus dem Ort der Trauer an der Monheimsallee entwickelte sich ein kleiner Park, dessen hohe Mauer die stille Oase vor dem tosenden Verkehr schützt. Nur noch eine Handvoll verwitterter und kaum leserlicher Grabsteine stehen heute verstreut auf der Fläche. Hier finden sich noch Namen von Personen, die in der Aachener Stadtgeschichte eine bedeutende Rolle gespielt haben, darunter Leopold Scheibler, Heinrich Croon (1790–1861), Charles James Cockerill (1817–1874), Julie Lochner (1810–1862). Ferner säumen Gedenksteine für die Toten der Aachener Liedertafel, die Opfer des Zweiten Weltkrieges und beispielsweise für den Lieutnant General Alexander Macdonald (1750–1818) die Friedhofsfläche. Nach 1945 wurde der stillgelegte Friedhof Güldenplan als unmittelbarer Anrainer in den Stadtgarten integriert und separat unter Denkmalschutz gestellt.

## Anne-Frank-Denkmal

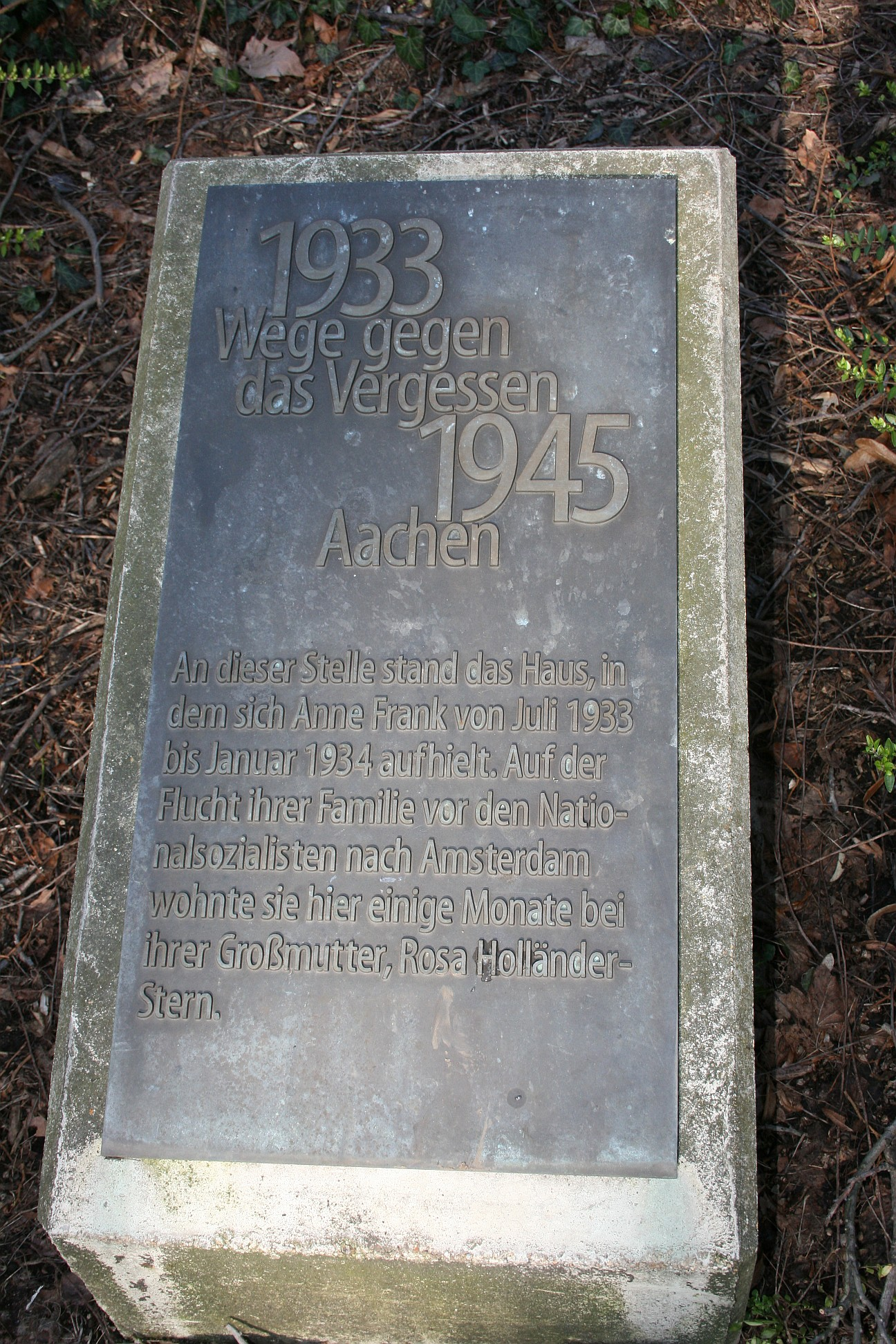
Gedenktafel für Anne Frank

Eine Gedenktafel an der Monheimsallee am Rande des Kurparks erinnert an Anne Frank, die sich von Juli 1933 bis Januar 1934 vor ihrer Flucht in die Niederlande in der im Zweiten Weltkrieg zerstörten Villa von Moritz Honigmann in der Monheimsallee 42–44 bei ihrer Großmutter Rosa Holländer-Stern (1866–1942) aufhielt. Diese hatte dort als Witwe des Unternehmers Abraham Holländer (1860–1927) im Jahr 1932 ein Apartment angemietet und emigrierte 1939 ebenfalls in die Niederlande zu ihrer Familie.